# Interfax-Ucrania
La Agencia de Noticias Interfax-Ucrania (en ucraniano: Інтерфакс-Україна) es una agencia de noticias ucraniana con sede en Kiev fundada en 1992. La compañía pertenece a la agencia de noticias rusa Interfax. La empresa publica en ucraniano, ruso e inglés.
La agencia posee un centro de prensa de 50 plazas.